# Prix Kawabata
Le prix de littérature Kawabata Yasunari (川端康成文学賞, Kawabata Yasunari Bungaku Shō) est décerné annuellement depuis 1974 par la fondation Kawabata (川端康成記念会, Kawabata-Yasunari-Kinenkai) à de courts récits ou des nouvelles exceptionnels en mémoire de l'écrivain et prix Nobel de littérature Kawabata Yasunari. 
L'attribution du prix est financée par une fondation qui administre la somme qu'a reçue l'écrivain quand le prix Nobel lui a été décerné, en 1968.

## Lauréats
| Année | Lauréat(s)                                                        | Traduction française                            |
| ----- | ----------------------------------------------------------------- | ----------------------------------------------- |
| 1974  | Akatsuki Kambayashi, Buronzu no michi (ブロンズの首)              | -                                               |
| 1975  | Tatsuo Nagai, Aki (秋)                                            | -                                               |
| 1976  | Ineko Sata, Toki ni tatsu jūichi (時に佇つ（十一）)               | -                                               |
| 1977  | Tsutomu Minakami, Terudomari (寺泊)                               | -                                               |
| 1977  | Taeko Tomioka, Tachikiri (立切れ)                                 | -                                               |
| 1978  | Yoshie Wada, Yukionna (雪女)                                      | -                                               |
| 1979  | Takeshi Kaikō, Tama, kudakeru (玉、砕ける)                        | -                                               |
| 1980  | Fujio Noguchi, Naginoha-kō (なぎの葉考)                           | -                                               |
| 1981  | Hiroko Takenishi, Heitai yado (兵隊宿)                            | -                                               |
| 1982  | Takehiro Irokawa, Hyaku (百)                                      | -                                               |
| 1983  | Shimao Toshio, Wannai no irie de (湾内の入江で)                   | -                                               |
| 1983  | Yūko Tsushima, Dammari ichi (黙市)                                | Les Marchands silencieux Des Femmes, 1988.      |
| 1984  | Kenzaburō Ōe, Kaba ni kamareru (河馬に嚙まれる)                   | -                                               |
| 1984  | Kyōko Hayashi, Sangai no ie (三界の家)                            | -                                               |
| 1985  | Takako Takahashi, Kō (恋う)                                       | -                                               |
| 1985  | Hideo Takubo, Tsuji hi (辻火)                                     | -                                               |
| 1986  | Kunio Ogawa, Itsumin (逸民)                                       | -                                               |
| 1987  | Yoshikichi Furui, Nakayama Saka (中山坂)                          | -                                               |
| 1987  | Sakata Hirō, Kaidōtōsei (海道東征)                                | -                                               |
| 1988  | Ueda Miyoji, Shukukon (祝婚)                                      | -                                               |
| 1988  | Saiichi Maruya, Jueitan (樹影譚)                                  | -                                               |
| 1989  | Minako Oba, Umi ni yuragu ito (海にゆらぐ糸)                      | -                                               |
| 1989  | Yasutaka Tsutsui, Yoppatani e no kōka (ヨッパ谷への降下)          | -                                               |
| 1990  | Tetsuo Miura, Jinenjo (じねんじょ)                                | -                                               |
| 1991  | Shōtarō Yasuoka, Oji no bochi (伯父の墓地)                        | -                                               |
| 1992  | Tomoko Yoshida, Osonae (お供え)                                   | -                                               |
| 1993  | Osamu Tsukasa, Inu (kage ni tsuite, sono ichi)                    | -                                               |
| 1994  | Komao Furuyama, Semi no tsuioku (セミの追憶)                      | -                                               |
| 1995  | Tetsuo Miura, Minomushi (みのむし)                                | -                                               |
| 1996  | Ōba Minako, Akai mangetsu (赤い満月)                              | -                                               |
| 1997  | Hiroshi Sakagami, Daidokoro (台所)                                | -                                               |
| 1997  | Makoto Oda, „Aboji“ o fumu (『アボジ』を踏む)                     | -                                               |
| 1998  | Murata Kiyoko, Shiomaneki (望潮)                                  | -                                               |
| 1999  | non décerné                                                       | -                                               |
| 2000  | Iwasaka Keiko, Ame nochi ame ? (雨のち雨 ？)                      | -                                               |
| 2000  | Shun Medoruma, Mabuigumi (魂込め)                                 | L'âme de Kôtarô contemplait la mer, Zulma, 2013 |
| 2001  | Chōkitsu Kurumatani, Musashimaru (武蔵丸)                         | -                                               |
| 2002  | Taeko Kōno, Han shoyūsha (半所有者)                               | -                                               |
| 2002  | Kō Machida, Gongen no odoriko (権現の踊り子)                      | -                                               |
| 2003  | Toshiyuki Horie, Sutansu dotto (スタンス・ドット)                 | -                                               |
| 2003  | Kōji Aoyama, Wagimoko aishi (吾妹子哀し)                          | -                                               |
| 2004  | Akiko Itoyama, Fukurokōji no otoko (袋小路の男)                   | -                                               |
| 2005  | Noboru Tsujihara, Kareha no naka no aoi homura (枯葉の中の青い炎) | -                                               |
| 2006  | Mitsuyo Kakuta, Rokku haha (ロック母)                             | -                                               |
| 2007  | Masayo Koike, Tatado (タタド)                                     | -                                               |
| 2008  | Mayuki Inaba, Miru (海松)                                         | -                                               |
| 2008  | Shin’ya Tanaka, Sanagi (蛹)                                       | -                                               |
| 2009  | Nanae Aoyama, Kakera (かけら) (plus jeune lauréate du prix)       | -                                               |
| 2010  | Nobuko Takagi, Tomosui (トモスイ)                                 | -                                               |
| 2011  | Setsuko Tsumura, Ikyō (異郷                                       | -                                               |
| 2012  | Kaori Ekuni, Inu to hamonika (犬とハモニカ)                       | -                                               |
| 2013  | Kikuko Tsumura, Kyūsuitō to kame (給水塔と亀)                     | -                                               |
| 2014  | Akito Inui, Suppon shinjū (すっぽん心中)                          | -                                               |
| 2015  | Tatsuhiro Ōshiro, Rēru no mukō (レールの向こう)                   | -                                               |
| 2016  | Eimi Yamada, Seisen teruteru bōzu (生鮮てるてる坊主)              | -                                               |
| 2017  | Toh Enjoe, Mojika (文字渦)                                        | -                                               |
| 2018  | Kazushi Hosaka, Koko to yoso (こことよそ)                         | -                                               |
| 2019  | non décerné                                                       | -                                               |
| 2020  | non décerné                                                       | -                                               |
| 2021  | Masaya Chiba, Majikku mirā (Magic Mirror) (マジックミラー)        | -                                               |
| 2022  | Takahiro Ueda, Tabi no nai (旅のない)                             | -                                               |
| 2023  | Yūshō Takiguchi, Hantai hōkō iki (反対方向行き)                   | -                                               |
| 2024  | Ryohei Machiya, Watashi no hihyō (私の批評)                       | -                                               |